# Jukka Kopra
Jukka Matti Kopra, född 11 februari 1967 i Helsingfors, är en finländsk samlingspartistisk politiker. Han är ledamot av Finlands riksdag sedan 2011. Kopra är företagare.
Kopra blev omvald i riksdagsvalet 2015 med 4 677 röster från Sydöstra Finlands valkrets.

## Utmärkelser
- Medalj av I klass med guldkors av Finlands Vita Ros’ orden,  6 december 2009[3]
- Militärens förtjänstmedalj,  4 juni 2019[4]
- Riddartecknet av I klass av Finlands Vita Ros’ orden,  6 december 2019[3]

[Redigera Wikidata]